# Lae Sipola
Lae Sipola is een bestuurslaag in het regentschap Aceh Singkil van de provincie Atjeh, Indonesië. Lae Sipola telt 152 inwoners (volkstelling 2010).